# Bulgarien-Rundfahrt 1975
Das Etappenrennen Bulgarien-Rundfahrt 1975 (bulgarisch Обиколка на България) führte vom 17. bis zum 28. September über dreizehn Etappen. Es war die 25. Austragung der Bulgarien-Rundfahrt. Gesamtsieger wurde Janusz Kowalski aus Polen.

## Teilnehmer
Am Start standen Radrennfahrer in Nationalteams mit je fünf Fahrern sowie einige Vereinsmannschaften aus dem Gastgeberland. Neben den bulgarischen Nationalmannschaften Straße und Bahn waren die DDR, Dänemark, Frankreich, Griechenland, Italien, Jugoslawien, Norwegen, Polen, Portugal, Rumänien, die Sowjetunion, die Schweiz, die Tschechoslowakei, die Türkei und Ungarn vertreten. Die DDR trat mit Detlef Kletzin, Rainer Salan, Eberhard Sanftleben, Andreas Petermann und Siegbert Schmeißer an.

## Rennen
Veranstalter war der bulgarische Radsportverband. Die Gesamtdistanz betrug 1.825 Kilometer. Neben der Einzelwertung gab es eine Mannschaftswertung und ein Klassement für die besten Bergfahrer.

## Etappen
| Etappe | Länge in km | Sieger                          |
| ------ | ----------- | ------------------------------- |
| 1      | 172         | Waleri Tschaplygin, Sowjetunion |
| 2      | 121         | Iwan Popow, Bulgarien           |
| 3      | 122         | Janusz Kowalski, Polen          |
| 4      | 155         | Eberhard Sanftleben, DDR        |
| 5      | 165         | Mieczysław Nowicki, Polen       |
| 6      | 154         | Nedjalko Stojanow, Bulgarien    |
| 7      | 140         | Stanisław Szozda, Polen         |
| 8      | 91          | Janusz Kowalski, Polen          |
| 9      | 145         | Janusz Kowalski, Polen          |
| 10     | 108         | Martin Martinow, Bulgarien      |
| 11     | 135         | Waleri Tschaplygin, Sowjetunion |
| 12     | 135         | Hubert Linard, Frankreich       |
| 13     | 182         | Nikolai Gorelow, Sowjetunion    |

## Gesamtwertungen

### Einzel (Gelbes Trikot)
| Platz | Name                  | Mannschaft       | Zeit       |
| ----- | --------------------- | ---------------- | ---------- |
| 1.    | Janusz Kowalski       | Polen            | 42:16:12 h |
| 2.    | Alexander Gusjatnikow | Sowjetunion      | + 1:22 min |
| 3.    | Edward Barcik         | Polen            | + 2:44 min |
| 4.    | Michal Klasa          | Tschechoslowakei | + 3:23 min |
| 5.    | Wiktor Tschaplygin    | Sowjetunion      | + 4:13 min |
| 6.    | Nentscho Stajkow      | Bulgarien        | + 4:16 min |

### Mannschaftswertung
Die Mannschaftswertung gewann das Nationalteam der Straßenfahrer Bulgariens vor der Sowjetunion und Polen.

### Bergwertung
Sieger dieser Sonderwertung wurde Waleri Tschaplygin aus der sowjetischen Mannschaft.